# 조조 (전한)
조조(鼂錯, ? ~ 기원전 154년)는 전한 전기의 관료로, 영천군 사람이다.

## 생애
문제때 태상장고(太常掌故)로 임명되었고, 후에 태자가령(太子家令)이 되었으며. 당시 태자의 신임을 받았다. 곧 어사대부로 임명되어 농업을 중시하고 상업을 억누르는 중농억상책을 견지하였으며 흉노에 적극적으로 대항하였다. 그리고 백성들을 변방으로 이주시키고 제후의 봉지를 점차적으로 빼앗아 강력한 중앙집권제도를 구축할 것을 제한하는 다음과 같은 내용의 상소를 올려 받아들여졌다.
| “ | 고조께서 처음 천하를 평정하였 을적에 여러 형제가 나이가 젊고 후손들은 나약했으므로 같은 유씨를 여러 왕으로 봉했습니다. 지금 제나라에는 70여 개, 오나라에는 50여 개, 초나라에는 40여 개의 성이 있는데 이것은 천하의 절반을 그들의 영지로 봉한 것이나 다름없습니다. 지금 오왕 유비는 병을 핑계로 입조조차 거부하고 있는데, 옛 법에 이르면 조정의 신하로서 조정에 입조하길 거부하는 자는 참해야 마땅하온데 선제께서 차마 그러지 못하고 특별히 선처를 베푸시어 몇 번의 매질로 끝냈는데, 이는 더할 나위 없는 인덕입니다. 헌데 오왕은 그 일을 계기로 반성하고 입조하여 새로운 면모를 보여 충신임을 보여야 할진대 더 교만해졌습니다. 산에서 구리를 캐어 동전을 만들고 바닷물을 졸여 소금을 만들며, 천하의 대역大逆들을 모아 모반을 꾀하고 있습니다. 지금과 같은 상황에선 삭번을 해도 오·초·제 등이 모반할 것이요, 삭번치 않아도 역시 모반할 것입니다. 만일 삭번을 하며 그들의 반란이 좀더 일찍 일어날 진대, 그리하면 그들의 준비는 충분치 못하므로 그 피해도 적을 뿐더러 쉽게 진압할 수 있습니다. 하지만 삭번하지 않는다면 반란은 늦출지언정 그 피해가 더 클 뿐입니다. 평정하는 데에도 전자만 못할 것입니다. | ” |

### 죽음
이것이 시행된 지 얼마 지나지 않아서 오나라 초나라 등 일곱 나라가 군주의 측근을 맑게 한다는 명분 아래 무장 반란을 일으켰고(오초칠국의 난) 이에 황제는 조조와 평소의 원수지간이였던 원앙(袁盎)의 참언을 듣고 그를 장안 저잣거리에서 참수해 반란군을 달랬다.

### 《상서》 전수
태상장고였을 때 황제의 명으로 제남의 복생에게서 《상서》를 전수받았고, 이후 하비간에게 이를 전수하였다.